# Lapis lazuli
Lapis lazuli ili samo lapis je tamno plava metamorfna stena koja se koristi kao poludrago kamenje. Poštuje se i vrednuje od antike zbog svoje intenzivne i specifične boje. Lapis lazuli je mešavina minerala sa lazuritom, a koji je glavni sastojak koji proizvodi njegovu boju.

## Istorija eksploatacije i korišćenja
Još od sedmog milenijuma pre nove ere lapis lazuli se iskopava u rudnicima Sar-i Sang u provinciji Badahšan na severoistoku Avganistana.
Predmeti od lapis lazulija koji su datirani iz 7570. godine pre nove ere su pronađeni na arheološkom lokalitetu Birana (Bhirrana, Hindi: भिरड़ाना), koji je  najstariji lokalitet civilizacija iz doline Inda. Lapis lazuli je bio visoko vrednovan od strane civilizacija doline reke Ind. Perle od ovog kamena su pronađene u sahranama u Mergaru, na Kavkazima i čak i u Mauritaniji. Lapis lazuli je takođe bio veoma važan starim Egipćanima, s obzirom na to da je korišćen u izradi Tutankamonove čuvene maske (1341-1323. p. n. e.).
Do kraja Srednjeg veka, lapis lazuli je stigao i u Evropu, gde se mrvio u prah da bi se napravio intenzivni, najkvalitetniji i najskuplji plavi pigment tog vremena, ultramarin. Ovaj pigment su koristili neko od najpoznatijih renesansnih i baroknih umetnika, kao što su Mazačo, Peruđino, Vermer i Ticijan. Često je korišćen isključivo za bojenje odeće centralnih figura na nekoj slici, pogotovo za Bogorodicu.
Ultramarin je takođe pronađen u zubnom kamencu srednjovekovnih kaluđerica i pisara, koji su slikali, pisali i ukrašavali knjige.

## Etimologija
Poreklo naziva lapis lazuli potiče od latinske reči lapis, što znači 'kamen' dok je lazulī genitiv srednjevekovne latinske reči lazulum, koja je preuzeta iz arapskog i znači 'nebo' ili 'raj', tako da je lapis lazuli 'nebeski' ili 'rajski' kamen. Lazulum je etimološki povezan sa bojom samog kamena i koristi se kao koren reči koja označava plavu boju i mnogim jezicima (npr. špansko i portugalsko azul).

## Poreklo i izvori
Po istorijskim izvorima i petrološkim analizama, lapis lazuli je najranijim civilizacijama na Bliskom istoku bio dostupan isključivo u Avganistanu i Persiji. Rudnici na severoistoku Avganistana su i dalje najveći izvori lapis lazulija.
Velike količine lapis lazulija se takođe mogu rudariti u rudnicima zapadno od Bajkalskog jezera u Rusiji.
Rudnici na Andima u Čileu su bili glavni izvor lapisa koje su koristile Inke za pravljenje artefakata i nakita.
Znatno manje količine lapis lazulija se mogu pronaći u Pakistanu, Italiji, Mongoliji, Kanadi i Sjedinjenim Američkim Državama.

#### Avganistan
Lapis lazuli se može naći u krečnjaku doline reke Kokča koja se nalazi u Badahšan provinciji na severoistoku Avganistana, gde se nalaze rudnik Sar-i Sang i depoziti lapis lazulija koji se iskopavaju više od šest hiljada godina. Ovo je bio izvor lapis lazulija koji su koristili stari Egipćani, narodi Mesopotamije i kasnije Grci i Rimljani. Egipat je dolazio do lapisa trgovinom sa Mesopotamijom.
Tokom vrhunca civilizacije doline Inda, oko 2000. godine pre nove ere, osnovana je harapska kolonija, sada poznata kao Šortugaj (Shortugai), u blizini rudnika.
Prema minerologu Pjeru Bariandu (Pierre Bariand) sa Sorbone koji je utvrđivao poreklo lapis lazulija u sadašnjoisti, lapis se može naći u 'pećinama' koje nisu uobičajeno smatrane 'rudnicima' i sam kamen je primarno poreklom sa Hindu Kuš planina u Avganistanu, iz doline reke Kočka, a ne iz Pakistana, kao što je mislila Lajli Baktir (Lailee McNair Bakhtiar).

#### Drugi izvori
Osim depozita u Avganistanu, lapis se takođe iskopava na Andima u blizini grada Ovalje, u Čileu; zapadno od Bajkalskog jezera u Sibiru, u Rusiji, na depozitu Tultui Lazurit.
Iskopava se u manjim količinama u Angoli, Argentini, Mjanmaru, Pakistanu, Italiji, Kanadi, Indiji i u Sjedinjenim Američkim Državama (Kalifornija i Kolorado).

## Fizička i hemijska svojstva
Lapis lazuli je metamorfna stena plave ili ljubičaste boje išaran belim kalcitom i piritom koji podseća na boju bronze. Lapis nije kristal. Lapis lazuli nema sjaj.
Zbog velike raznovrsnosti u sastavu dolazi do razlika u određenim vrednostima i osobinama samog lapis lazulija, ali i njegove tržišne cene.

### Sastav
Najbitnija mineralna komponenta u lapisu je lazurit ((Na,Ca)8(AlSiO4)6(S,SO4,Cl)1–2), koji može da čini od 25% do 40% sastava lapisa. Većina lapis lazulija sadrži kalcit (koji mu daje belu boju), sodalit (plave boje) i pirit (metalno žuta boja) koji daju lapisu njegove specifične šare.
Neki uzorci lapisa imaju augit, diopsid, enstatit, liskuni, haujanit, hronoblenda, nozean i lolingit koji je bogat sumporom.
Lapis lazuli se obično javlja kao kristlani mermer.

### Boja
Intenzivna plava boja je posledica prisustva sumpor trimera sa radikalnim anjonom (S•−3) u kristalu.

## Upotreba
Lapis se lako i lepo polira. Koristi se za izradu nakita, predmeta, kutija, mozaika, ukrasa, figurina i posuda. Može da se izmrvi u fini, sitni prah i koristi se kao pigment (ultramarin) za slikanje slika i freski. Upotreba lapisa kao pigment za slikanje uljenim bojama većinski prestaje u ranom devetnaestom veku, kada postaje dostupna hemijski ista sintetička zamena.
U antici, lapis lazuli se takođe koristio i za šminku tako što bi se izmrvio u prah i pomešao sa životinjskom masti.
Pošto je lapis lazuli bio mnogo skuplja i ređa sirovina, mnogi narodi, a pogotovo stari Egipćani, su koristili staklo ili fajans kao zamenu za ovaj poludragi kamen. Mnogo je lakše i jeftinije obojiti i obraditi staklo da liči na lapis lazuli nego nabaviti sam lapis, tako da je faraon imao monopol nad lapis lazulijem i svom drugom dragom ili poludragom kamenju, baš kao i nad bakrom, zlatom i srebrom.
Vekovima se smatralo da je lapis lazuli lekovit i njegov prah se koristio u lečenju bolesnih.

## Literatura
- Bomford, David; Roy, Ashok (2009). A Closer Look- Colour. London: National Gallery Company. ISBN 978-1-85709-442-8.
- Bakhtiar, Lailee McNair (2011). Afghanistan's Blue Treasure Lapis Lazuli. Front Porch Publishing. ISBN 978-0615573700..
- Bariand, Pierre, "Lapis Lazuli", Mineral Digest, Vol 4 Winter 1972.
- Bowersox, Gary W.; Chamberlin, Bonita E. (1995). Gemstones of Afghanistan. Tucson, AZ: Geoscience Press.
- Herrmann, Georgina, "Lapis Lazuli: The Early Phases of Its Trade", Oxford University Dissertation, 1966.
- Korzhinskij, D. S., "Gisements bimetasomatiques de philogophite et de lazurite de l'Archen du pribajkale", Traduction par Mr. Jean Sagarzky-B.R.G.M., 1944.
- Oldershaw, Cally (2003). Firefly Guide to Gems. Toronto: Firefly Books..
- Wise, Richard W. (2016). Secrets of the Gem Trade: The Connoisseur's Guide to Precious Gemstones. Brunswick House Press. ISBN 9780972822329.
- Shaw, Ian (2013). Ancient Egyptian Technology and Innovation. Bloomsbury Academic. стр. 84—91. ISBN 978-0-7156-3118-8.